# Amy Ried

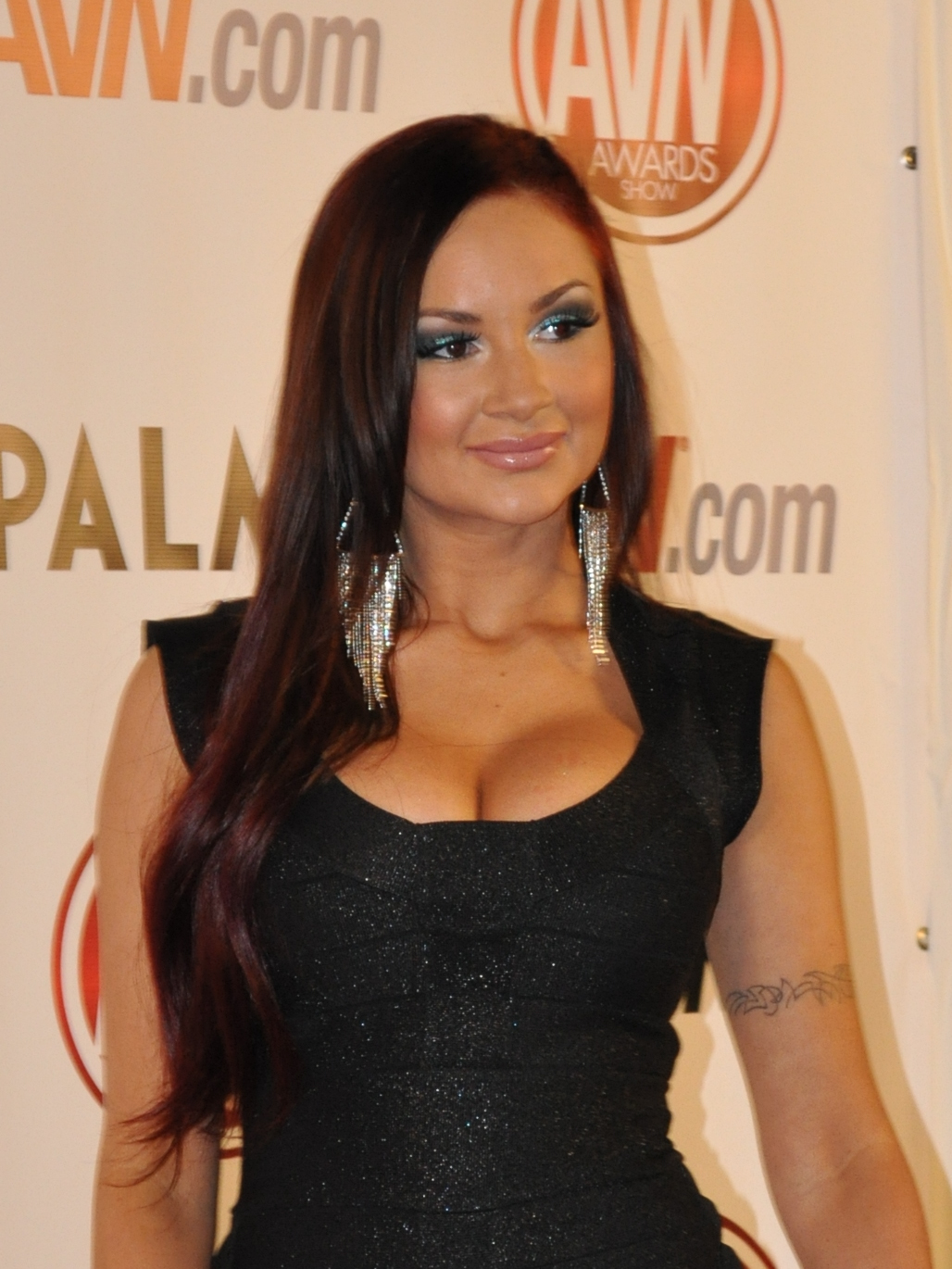
Amy Ried op de 2011 AVN Adult Entertainment Expo

Amy Ried (Frankfurt, 15 april 1985) is een Amerikaanse pornoactrice.

## Persoonlijk leven
Amy Ried is van Amerikaanse, Duitse en Franse afkomst. Ze werd geboren in Duitsland maar verhuisde op eenjarige leeftijd met haar ouders naar Zuid-Californië. Hier groeide ze op in een militair gezin.

## Carrière
Ried maakte haar debuut onder de artiestennaam Devin Valencia. Haar eerste scène was in Young Ripe Mellons 7 in 2005. In oktober 2007 was Amy Ried te zien in de Third Degree-films. Vervolgens tekende ze in 2009 een contract met New Sensations.

## Prijzen
| Jaar | Prijs                       | Resultaat | Categorie                    | Voor haar optreden in  |
| ---- | --------------------------- | --------- | ---------------------------- | ---------------------- |
| 2007 | FAME Award                  | Gewonnen  | Favorite Female Rookie       | n.v.t.                 |
| 2007 | AVN Award                   | Gewonnen  | Best Anal Sex Scene          | Breakin' 'Em In        |
| 2007 | AVN Award                   | Gewonnen  | Best Tease Performance       | My Plaything: Amy Ried |
| 2008 | Adam Film World Guide Award | Gewonnen  | Contract Starlet of the Year | Third Degree Films     |
| 2010 | AVN Award                   | Gewonnen  | Best Couples Sex Scene       | 30 Rock: A XXX Parody  |